# Dürrenmatt-Mansarde
Die Dürrenmatt-Mansarde ist eine Mansarde an der Laubeggstrasse 49 in Bern (Schweiz), die der Schriftsteller und Maler Friedrich Dürrenmatt von 1942 bis 1946 bewohnte.
Dürrenmatt studierte während dieser Zeit an der Universität Bern, und die Mansarde wurde ihm von seinen Eltern überlassen, die in dem darunterliegenden Haus wohnten. Sofort begann er, die Mansarde mit grossen Wandmalereien zu versehen.
Nach dem Umzug der Familie nach Basel wurden die Bilder vom Nachmieter übertüncht und gerieten in Vergessenheit, bis sie Anfang der 1990er Jahre wiederentdeckt, restauriert und 1994 anlässlich einer Ausstellung über Dürrenmatt erstmals der Öffentlichkeit zugänglich gemacht wurden.
Heute gehört die Mansarde einer Stiftung und dient als Unterkunft für Personen, die zeitlich befristet in Bern als Ausstellungsmacher, Forscher, Gastdozenten im Kunstmuseum, im Historischen Museum, im Museum für Kommunikation Bern, im Schweizerischen Literaturarchiv, für die Kunsthalle oder an der Universität tätig sind.